# 光岡駅
光岡駅（てるおかえき）は、大分県日田市大字友田にある、九州旅客鉄道（JR九州）久大本線の駅および、JR九州バスが運行を行っている日田彦山線BRT（BRTひこぼしライン）のバス停留所である。

## 歴史
- 1934年（昭和9年）6月25日：鉄道省（国有鉄道）の駅として開業[4]。
- 1971年（昭和46年）2月20日：駅員無配置駅となる[6][注釈 1]。ただし、経過措置として当面の間は駅員を管理駅から派遣して対応[6]。
- 1984年（昭和59年）
  - 2月1日：荷物扱い廃止[8]。
  - 2月15日：無人駅となる[5]。
- 1987年（昭和62年）4月1日：国鉄分割民営化に伴い、九州旅客鉄道（JR九州）の駅となる[9]。
- 2007年（平成19年）3月：駅舎代替施設として「すこやか光岡」（木造平屋建て・約45m2）が完成[10]。
- 2012年（平成24年）
  - 7月14日：平成24年7月九州北部豪雨の影響で休止[11]。
  - 7月16日：筑後吉井駅 - 日田駅間にて、代行バスの運行開始[12]。
  - 7月27日：日田彦山線の運行再開[11]。日田彦山線直通列車のみ停車[11]。久大本線の筑後吉井駅 - 日田駅間は、引き続き代行バスにて運行[11]。
  - 8月25日：久大本線全線で列車の運行を再開[13]。
- 2017年（平成29年）
  - 7月5日：平成29年7月九州北部豪雨の影響で休止。
  - 7月18日：久大本線うきは駅 - 当駅間の運転を再開[14]。引き続き当駅 - 日田駅間は不通となり、代行バスを運行[14]。
- 2018年（平成30年）
  - 7月14日：当駅 - 日田駅間運転再開[15]。久大線の代行バスは前日で終了。引き続き日田彦山線代行バスは停車。
- 2023年（令和5年）8月28日：日田彦山線の添田駅 - 日田駅間で日田彦山線BRT（BRTひこぼしライン）の運行を開始。駅前に乗降場を設置。

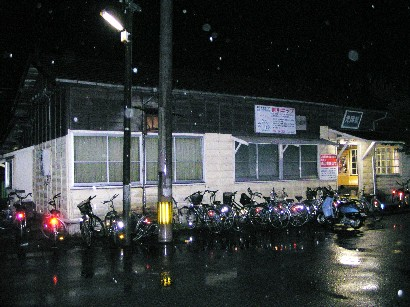
旧駅舎（2005年3月）
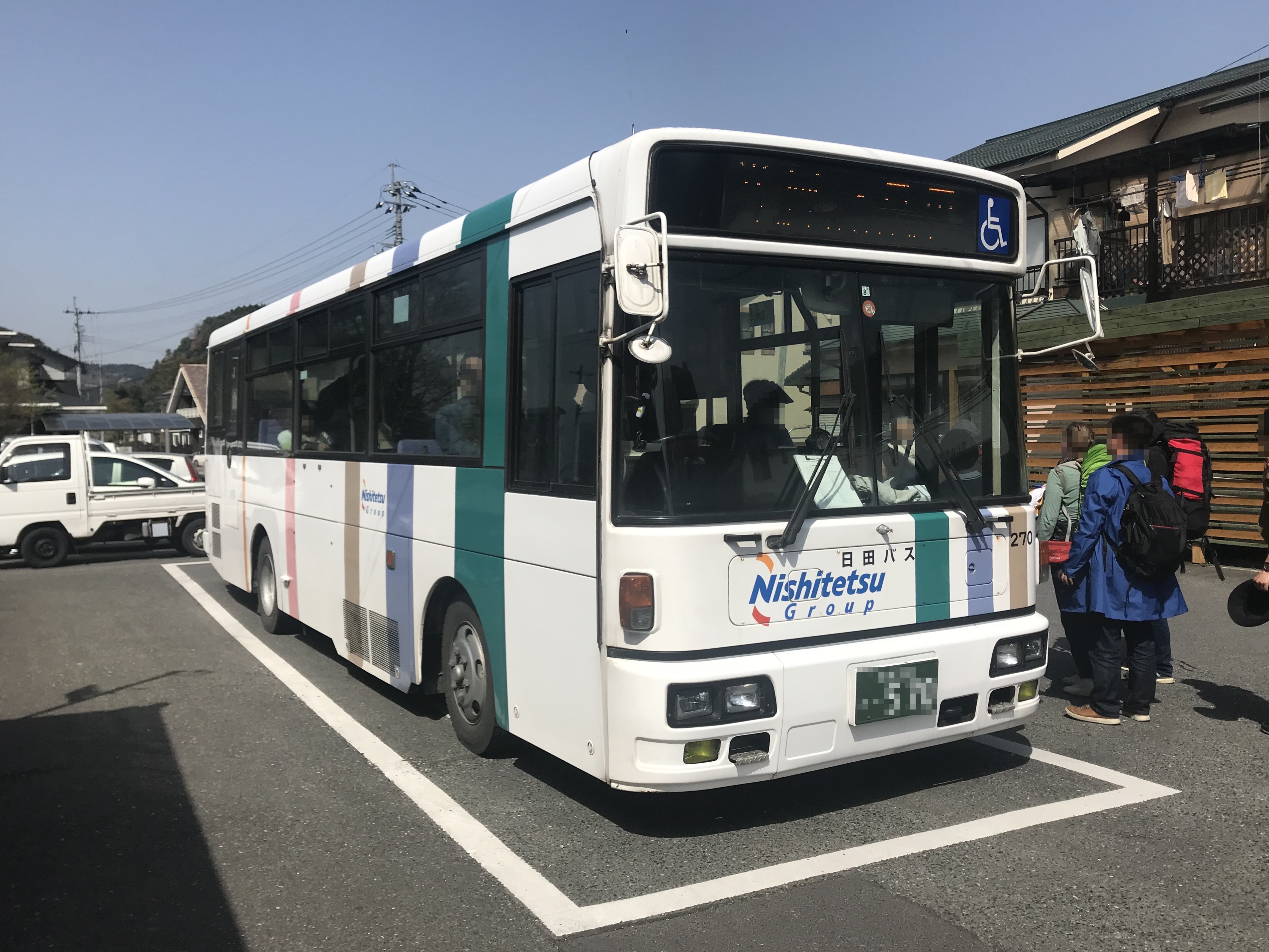
当駅 - 日田駅間の代行バス（2018年3月）

## 駅構造

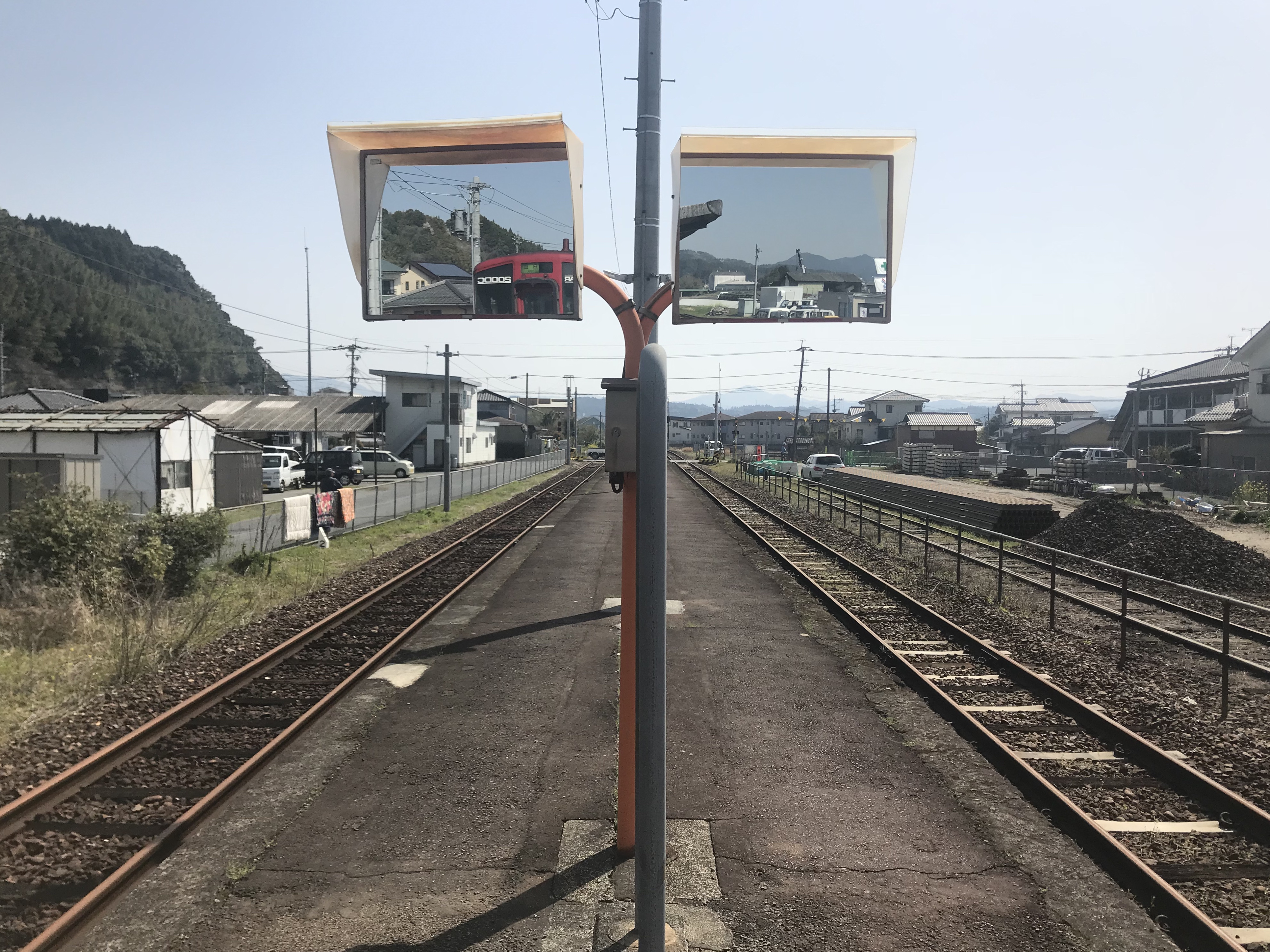
ホーム（2018年3月）

1971年（昭和46年）2月10日から無人駅になった。
島式ホーム1面2線を有する地上駅。2007年に「すこやか光岡」と名づけられた待合所室とトイレが一体となった施設が設けられた。当初、JR九州は駅舎を新築しない予定だったが、地元住民からの要望により日田市とJR九州が事業費1450万円を負担して建設したものである。駅舎とホームは構内踏切で連絡している。
日田彦山線BRTは駅舎前が乗降場となっている。

### のりば
| のりば | 路線      | 方向 | 行先       | 備考                                        |
| ------ | --------- | ---- | ---------- | ------------------------------------------- |
| 1・2   | ■久大本線 | 上り | 久留米方面 | 駅発着の上下線とも大半が2番のりばからの発着 |
| 2      | ■久大本線 | 下り | 日田方面   | 駅発着の上下線とも大半が2番のりばからの発着 |

## 利用状況
1965年（昭和40年）度には乗車人員が202,065人（定期外:56,905人、定期:145,160人）、降車人員が194,502人で、手荷物（発送:457個、到着:353個）や小荷物（発送:4,406個、到着:3,566個）も取り扱っていた。
2013年（平成25年）度の乗車人員は45,627人（定期外:6,678人、定期:38,949人）、降車人員は48,281人である。
※1日平均乗車人員の数値は各年度版「大分県統計年鑑」による年間乗車人員の値を各年度の日数で割った値。
| 年度               | 年間 乗車人員 | 定期外 乗車人員 | 定期 乗車人員 | 一日平均 乗車人員* | 年間 降車人員 | 出典              |
| ------------------ | ------------- | --------------- | ------------- | ------------------ | ------------- | ----------------- |
| 1965年（昭和40年） | 202,065       | 56,905          | 145,160       | -                  | 194,502       | [ 17 ]            |
| -                  | -             | -               | -             | -                  | -             | -                 |
| 1990年（平成2年）  | 74,462        | 12,776          | 61,686        | -                  | 84,214        | [ 19 ]            |
| 1991年（平成3年）  | 74,494        | 17,654          | 56,840        | -                  | 76,710        | [ 20 ]            |
| 1992年（平成4年）  | 63,632        | 11,369          | 52,263        | -                  | 70,752        | [ 21 ]            |
| 1993年（平成5年）  | 62,758        | 11,760          | 50,998        | -                  | 70,752        | [ 22 ]            |
| 1994年（平成6年）  | 60,065        | 12,545          | 47,520        | -                  | 60,493        | [ 23 ]            |
| 1995年（平成7年）  | 59,185        | 13,081          | 46,104        | -                  | 59,720        | [ 24 ]            |
| 1996年（平成8年）  | 62,137        | 18,371          | 43,766        | -                  | 60,314        | [ 25 ]            |
| 1997年（平成9年）  | 57,591        | 18,116          | 39,475        | -                  | 55,646        | [ 26 ]            |
| 1998年（平成10年） | 53,336        | 16,979          | 36,357        | -                  | 52,273        | [ 27 ]            |
| 1999年（平成11年） | 57,250        | 20,700          | 36,550        | -                  | 54,973        | [ 28 ]            |
| 2000年（平成12年） | 55,424        | 18,650          | 36,774        | 152                | 56,523        | [ 29 ]            |
| 2001年（平成13年） | 57,916        | 14,582          | 43,334        | 159                | 59,026        | [ 30 ]            |
| 2002年（平成14年） | 50,845        | 13,377          | 37,468        | 139                | 51,423        | [ 31 ]            |
| 2003年（平成15年） | 44,928        | 12,885          | 32,043        | 123                | 46,716        | [ 32 ]            |
| 2004年（平成16年） | 37,639        | 6,784           | 30,855        | 103                | 39,643        | [ 33 ]            |
| 2005年（平成17年） | 53,523        | 9,982           | 43,541        | 147                | 56,978        | [ 34 ]            |
| 2006年（平成18年） | 58,613        | 7,865           | 50,748        | 161                | 62,695        | [ 35 ]            |
| 2007年（平成19年） | 54,604        | 6,320           | 48,284        | 149                | 59,073        | [ 36 ]            |
| 2008年（平成20年） | 52,078        | 5,801           | 46,277        | 143                | 55,893        | [ 37 ]            |
| 2009年（平成21年） | 54,294        | 6,435           | 47,859        | 149                | 57,837        | [ 38 ] [ 注釈 2 ] |
| 2010年（平成22年） | 52,905        | 6,529           | 46,376        | 145                | 55,818        | [ 40 ] [ 注釈 2 ] |
| 2011年（平成23年） | 50,228        | 6,683           | 43,545        | 137                | 52,704        | [ 41 ] [ 注釈 2 ] |
| 2012年（平成24年） | 46,758        | 6,307           | 40,451        | 128                | 49,343        | [ 42 ] [ 注釈 2 ] |
| 2013年（平成25年） | 45,627        | 6,678           | 38,949        | 125                | 48,281        | [ 18 ] [ 注釈 2 ] |

- * 一日平均乗車人員は年間乗車人員の値を各年度の日数で割った値。

## 駅周辺
駅北側は民家が多く、駅前を「日田往還」という街道が通る。北へ進むと朝日トンネルを経て、朝日天神山古墳に至るが古墳は駅からやや離れている。朝日トンネルの西側には野球場があり、高校が隣接する。野球場から北へ進むと職業能力開発校に至る。駅から南へ少し離れた所を花月川が流れており、（その川に架かる）光岡橋を渡ると国道386号に至る。
- 日田市立光岡小学校
- 日田市光岡公民館
- 大分県立日田三隈高等学校
- 大分県立日田高等技術専門校
- 大分県立日田林工高等学校 - 日田彦山線BRTでは付近に林工西口駅が設けられた。
- 日田警察署 光岡警察官駐在所
- 日田光岡郵便局
- 岳林寺
  - 日田市立郷土史料館
- 空性寺
- 吹上神社
- 片山磨崖種子（かたやままがいしゅじ） - 日田市の指定史跡の1つ[43]。「バク」と読む釈迦如来を表す梵字を掘り込んだもの[44]。
- 国道212号
- 国道386号
- 朝日ケ丘球場
- 朝日トンネル - 駅北側にあるトンネル
- 光岡橋 - 花月川を渡る橋の1つ
- 花月川

## 隣の駅
九州旅客鉄道（JR九州）
■久大本線
夜明駅 - 光岡駅 - 日田駅
JR九州バス・JR九州
■日田彦山線BRT（BRTひこぼしライン）
光岡 - 日田直通
南友田駅 - 光岡駅 - 日田駅
高校ルート
南友田駅 - 光岡駅 - 林工西口駅